# Tengshausen
Tengshausen ist eine Gehöftwurt und abgegangene spätmittelalterliche Burg des Ministerialengeschlechts Duren in der Gemeinde Wangerland im niedersächsischen Landkreis Friesland. Der Burgplatz ist heute an einer kleinen Warft erkennbar, die auf eine größere gesetzt wurde. Um 1800 müssen noch Reste einer Burg vorhanden gewesen sein.

## Geschichte
Die Burg in der Bauerschaft Tengshausen war der spätmittelalterliche Stammsitz der Ministerialenfamilie Duren. Die Hofstelle wurde 1460 durch den aus Butjadingen vertriebenen junge Dure erworben. Er bewährte sich in der Gefolgschaft des Häuptlings Tanno Duren in Jever und heiratete in dessen Familie ein. Ob schon Dure oder erst sein Sohn Garlich das Steinhaus erbaut hat, ist unklar. Garlich übernahm nach dem Tod Edo Wiemkens des Jüngeren, Tannos Sohn, mit anderen die Regentschaft über Jever bis zur Volljährigkeit von dessen Kindern. Während dieser Zeit hatte Garlich offenbar die Befestigung des Kirchhofs der St.-Severinus-und-Jacobus-Kirche von Minsen abgebrochen, um mit diesem Baumaterial ein Torhaus zu errichten. Außerdem zog er einen Wassergraben um seinen Burgsitz. Da Garlich Duren sich der neuen Herrscherin Maria von Jever widersetzte, wurde 1530 sein Besitz eingezogen und das Steinhaus abgebrochen. Garlich selbst starb 1532 bei der Belagerung Jevers. Danach wurde der Besitz aufgeteilt und auf der benachbarten Warft ein neues Steinhaus errichtet, das den Kern des heutigen Hofgebäudes bildet. Eine verlorengegangene Inschriftentafel gab dafür das Jahr 1555 an. Der heutige Bau wurde um 1816 über dem alten Keller errichtet.